# USS LST-553
O USS LST-553 foi um navio de guerra norte-americano da classe LST que operou durante a Segunda Guerra Mundial.